# Вітюк Ігор Іванович (військовик)
Ігор Іванович Вітюк (1982—2022) — лейтенант, військовослужбовець ЗС України (24 ОМБр). Нагороджений орденом Богдана Хмельницького III ступеня (посмертно) 

## Життєпис
Народився і жив у селі Павлів Львівської області. Навчався у місцевій школі. Потім закінчив Сумський військовий інститут ракетних військ і артилерії. У цивільному житті працював на різних підприємствах.
Під час повномасштабного вторгнення чоловік захищав Україну у лавах 24-ї окремої механізованої бригади імені короля Данила ЗСУ. Обіймав посаду командира мінометної батареї. Разом із побратимами боронив Луганщину .